# Orpheus (Liszt)
Orpheus S.98 (Orfeu) é um poema sinfónico composto por Franz Liszt entre 1853 e 1854. É o número 4 do seu ciclo de treze Poemas sinfónicos escritos durante o período de Weimar. Foi representado pela primeira vez em 16 de fevereiro de 1854, dirigido pelo próprio compositor, como introdução à ópera de Christoph Willibald Gluck Orfeu e Eurídice. O motivo da representação foi a celebração do aniversário da grã-duquesa Maria Pavlovna Romanova, que era uma música aficionada e mecenas do compositor em Weimar.

## Programa

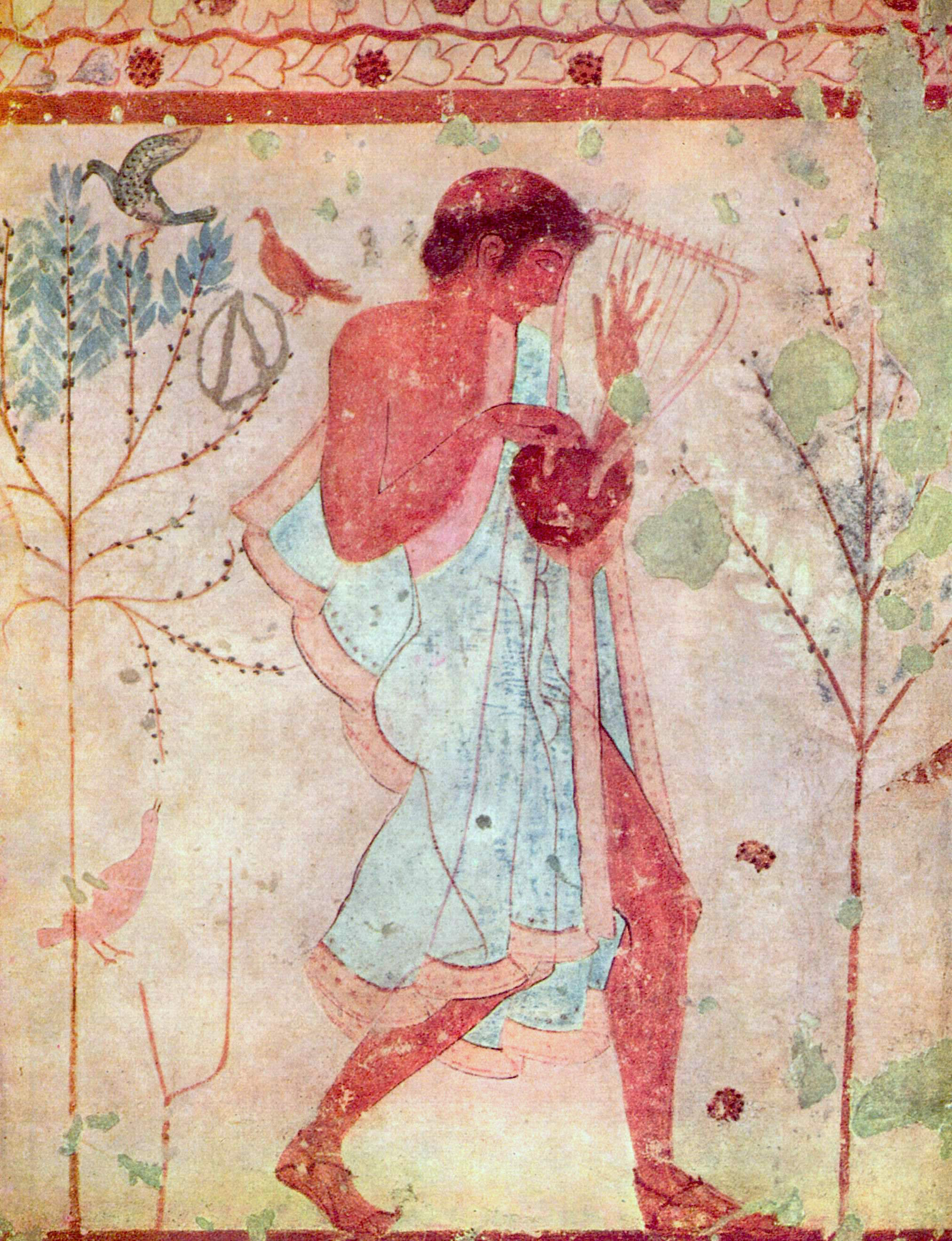
Músico etrusco do «Túmulo do Triclinio», em Tarquinia.

Orpheus é um dos quatro poemas sinfónicos de Liszt como peças de carácter sobre homens de génio criativo, heroísmo ou lenda (os outros três poemas são Tasso, Lamento e Trionfo, Prometheus e Mazeppa). No seu prefácio, Liszt descreve um jarrão etrusco que representa Orfeu e alude ao efeito civilizador na humanidade. Esta referência ao efeito nobilizante de Orfeu e à sua arte pode ter vindo do Orfeu representado na obra de 1829 Orphée, do filósofo de Lyon Pierre-Simon Ballanche. Para introduzir as leis da civilização, na obra de nove volumes Orfeu lidera a humanidade para a idade moderna; Ballanche fê-lo para promover uma nova filosofia para toda a Europa. Liszt era um conhecido seguidor de Ballanche e o entusiasmo do compositor foi partilhado por membros dos salões franceses durante a década de 1830, especialmente por George Sand.

## Instrumentação
A instrumentação desta obra é especialmente notável, e inclui duas harpas; ambas representam a lira de Orfeu e centram a atenção do espectador imediatamente em si. A harpista Jeanne Pohl, uma dos novos intérpretes virtuosos que foi chamada por Liszt a Weimar para ampliar a orquestra da corte, inspirou o compositor a escrever estes efeitos.

## Estrutura
Orpheus não é uma obra longa e tem forma de um crescendo gradual seguido de um final tranquilo que volta ao estado de ânimo da abertura. Ao contrário de muitos outros poemas sinfónicos de Liszt, a música deste permanece em grande parte contemplativa. Por essa razão, converteu-se na peça favorita do genro de Liszt, o compositor Richard Wagner.
Formalmente, Orpheusé uma forma sonata modificada com uma parte em clave secundária que contém dois temas. O segundo deles carece da energia do primeiro, permanecendo em leitmotiv que oscila entre harmonias maiores e menores. Contém, porém, uma qualidade especialmente comovedora. Este tema é apresentado por vários instrumentos solistas com uma harpa em acompanhamento. Tanto a orquestração como o estilo sugerem a interpretação deste tema como a voz de Orfeu.
A etérea escala cromática ascendente nos últimos pentagramas atenua qualquer fecho decisivo que se pudesse esperar numa resolução harmónica convencional. Combinado com o tema de fecho do segundo grupo, este termina como uma visão secreta que recorda os momentos finais da história de Ballanche. Aí o narrador da história, Thamyris, é testemunha do desaparecimento de Orfeu entre as nuvens, deixando à humanidade a tarefa de desenvolver o seu legado de civilização.